# Halve marathon van Egmond 1973
De halve marathon van Egmond 1973 vond plaats op zondag 11 maart 1973. Het was de eerste editie van deze halve marathon. Er was een wedstrijd over 21 km en 6 km. De loop was in die tijd een van de eerste evenementen voor trimmers die over een dergelijke afstand werd gehouden. De organisatie was in handen van Le Champion en het aantal van 1100 ingeschreven atleten was boven verwachting. 
De wedstrijd werd gewonnen door de Nederlanders Joop Smit en Plonie Scheringa in respectievelijk 1:14.15 en 1:40.00. 

## Uitslagen

### Mannen
| Positie | Atleet           | Land      | Tijd    |
| ------- | ---------------- | --------- | ------- |
| 1       | Joop Smit        | Nederland | 1:14.15 |
| 2       | Joop Keizer      | Nederland | 1:14.18 |
| 3       | Nico van Stralen | Nederland | 1:14.25 |
| 4       | Rik Bloem        | Nederland | 1:14.30 |
| 5       | Peter Fritz      | Nederland | 1:14.40 |

### Vrouwen
| Positie | Atlete           | Land      | Tijd    |
| ------- | ---------------- | --------- | ------- |
| 1       | Plonie Scheringa | Nederland | 1:40.00 |
| 2       | Corrie de Waal   | Nederland | 1:48.00 |
| 3       | Joke Knijn       | Nederland | 1:50.00 |

1973 ·
1974 ·
1975 ·
1976 ·
1977 ·
1978 ·
1979 ·
1980 ·
1981 ·
1982 ·
1983 ·
1984 ·
1985 ·
1986 ·
1987 ·
1988 ·
1989 ·
1990 ·
1991 ·
1992 ·
1993 ·
1994 ·
1995 ·
1996 ·
1997 ·
1998 ·
1999 ·
2000 ·
2001 ·
2002 ·
2003 ·
2004 ·
2005 ·
2006 ·
2007 ·
2008 ·
2009 ·
2010 ·
2011 ·
2012 ·
2013 ·
2014 ·
2015 ·
2016 ·
2017 ·
2018 ·
2019 ·
2020 ·
2021 ·
2022 ·
2023 ·
2024 ·
2025